# 俞堯衢
俞堯衢（？—？），湖广蕲州人，明朝政治人物。举人出身。

## 生平
万历三十五年（1607年），擔任明朝廣州府新安縣知縣。后由鄧文照接任。